# Anne Knijnenburg
Anne Knijnenburg, née le 11 mars 2002 à Oss, est une athlète de demi-fond, devenue coureuse cycliste professionnelle néerlandaise. Elle pratique le cyclisme sur route et le cyclo-cross, ainsi que le duathlon.

## Biographie
Anne Knijnenburg est née dans une famille sportive, ses deux parents étant triathlète. Sa mère, Corina, a participé à plusieurs reprises aux championnats du monde
Elle pratique d'abord l'athlétisme. Ainsi, elle devient championne des Pays-Bas en salle du 1500 mètres en 2021, en réalisant son record personnel. Elle échoue au pied du podium sur le 800m, en terminant à la 4e place.
Lors des championnats en plein air 2022, elle s'empare de l'or et du titre sur le 800m. Elle ambitionne alors de participer aux Jeux olympiques de Paris 2024, mais des blessures la contraignent à changer ses plans. Elle s'oriente alors vers le cyclisme.
Elle court alors, pour le début de saison 2023, avec l'équipe amateur WV Schijndel. Elle remporte le titre national sans contrat (réservé aux cyclistes amateurs).
Elle rejoint, le 1er août, l'équipe professionnelle continentale Parkhotel Valkenburg.
À l'automne 2023, elle participe aux championnats des Pays-Bas de duathlon cross et s'empare du titre. 
En 2024, elle remporte sa première course élite à Hamme sur la Cyclis Classic,. Elle termine également meilleure grimpeuse sur le Tour de Toscane féminin-Mémorial Michela Fanini et sur le Tour de l'île de Chongming.
Au mois de mars 2025, elle termine 4e du Trofeo Oro in Euro, puis reste longuement échappée en solitaire lors de Milan-San Remo.

## Palmarès en athlétisme
- 2021
  -  Championne des Pays-Bas du 1500m en salle
- 2022
  -  Championne des Pays-Bas du 800m

## Palmarès en duathlon
- 2023
  -  Championne des Pays-Bas de duathlon cross

## Palmarès en cyclisme sur route

### Par années
- 2023
  -  Championne des Pays-Bas sans contrat
- 2024
  - Cyclis Classic
- 2025
  - 2e du Région Pays de la Loire Tour

### Classements mondiaux
| Année                                 | 2024 |
| ------------------------------------- | ---- |
| Classement UCI                        | 161e |
| UCI World Tour                        | 90e  |
|                                       |      |
| Légende : nc = non classéSource : UCI |      |